# 公野櫻子
公野櫻子，是日本的女性輕小說作家。東京都出身。
MediaWorks《電擊G's雜誌》的讀者参加計畫「妹妹公主」的原作（文藝擔當），其獨特的少女小說式文體亦被受歡迎。
現在正在進行同誌的讀者参加計畫「草莓危機」「LoveLive!」的原作。

## 主要作品
- 妹妹公主（1999年 - 2003年） - 文藝設定、文、遊戲版劇本原案、關聯角色歌的歌詞、語音戲劇場景
- 小狗·女孩〜我的叔叔〜（日语：電撃G's Radio）（2003年） - 文藝設定、語音戲劇場景
- 草莓危機（2003年 - 2006年） - 文藝設定,文、語音戲劇場景
- 寶貝公主（2007年 - 2012年） - 文藝設定、文
- LoveLive!（2010年 -） - 原案、文、語音戲劇場景

## 關連項目
- 天廣直人